# 1756 w literaturze
Wydarzenia literackie w 1756 roku.

## Proza beletrystyczna i literatura faktu
- Thomas Birch - The History of the Royal Society of London
- Edmund Burke - A Vindication of Natural Society
- Alban Butler - The Lives of the Fathers, Martyrs, and Other Principal Saints (frequently abridged and reprinted)
- Theophilus Cibber - Dissertations on Theatrical Subjects
- Johann Matthias Gesner - Primæ lineæ isagoges in eruditionem universalem
- Eliza Haywood jako: "Mira" - The Wife
- Tobias Smollett - A Compendium of Authentic and Entertaining Voyages
  - - The Critical Review (periodical to 1790)
- Joseph Warton - An Essay on the Writings and Genius of Pope
- John Wesley - An Address to the Clergy

## Urodzili się
- 3 marca - William Godwin, angielski publicysta i pisarz (zm. 1836)